# Club Deportivo San Martín
O  Club Deportivo San Martín,  é  um time boliviano de voleibol indoor masculino da cidade de Cochabamba. Atualmente disputa a Liga A1 Boliviana  e nesta competição possui o bicampeonato nas edições de 2014, conquista que o qualificou para disputar o Campeonato Sul-Americano de Clubes de 2015, no qual encerrou na sétima posição, e 2015, esta última conquista também rendeu ao clube a participação no Campeonato Sul-Americano de Clubes de 2016.

## Resultados obtidos nas principais competições

### Títulos conquistados
- Campeonato Boliviano (2 vezes): 2014[1]
- Campeonato Sul-Americano: